# Backbone (Album)
Backbone ist das 2019 veröffentlichte 33. Studioalbum der britischen Rockband Status Quo. Es ist das erste nach dem Tod von Rhythmusgitarrist Rick Parfitt, der zuvor auf jedem Album zu hören war.

## Produktion
Das Album wurde von 2018 bis 2019 mit Produzent und Frontmann Francis Rossi in den ARSIS Studios eingespielt. Rossi zeigte sich stolz angesichts des Inhalts des Albums, drückte aber auch Trauer über den Verlust Parfitts aus. Er sagte: „This new material had to be seriously good. Quo have achieved so much and meant so much to too many people for the quality to slip now […] Losing Rick was hard to bear but, through Richie Malone, who was inspired to pick up a guitar by him, we can not only keep going but actually pick up the pace.“ Und er ergänzte: „I wasn't sure I had another album in me but I couldn’t be more proud of Backbone.“

## Titelliste
| No. | Titel                        | Autoren        | Länge |
| --- | ---------------------------- | -------------- | ----- |
| 1.  | Waiting for a Woman          | Rossi, Young   | 4:28  |
| 2.  | Cut Me Some Slack            | Rossi, Edwards | 3:42  |
| 3.  | Liberty Lane                 | Rossi, Edwards | 3:28  |
| 4.  | I See You’re in Some Trouble | Rossi, Young   | 3:47  |
| 5.  | Backing Off                  | Bown, Rossi    | 4:12  |
| 6.  | I Wanna Run Away with You    | Rossi, Young   | 3:23  |
| 7.  | Backbone                     | Rossi, Edwards | 3:03  |
| 8.  | Better Take Care             | John David     | 3:34  |
| 9.  | Falling Off the World        | Leon Cave      | 3:29  |
| 10. | Get Out of My Head           | Richie Malone  | 3:24  |
| 11. | Running Out of Time          | Bown, Rossi    | 3:29  |
|     | Digipak-Bonustitel           |                |       |
| 12. | Crazy Crazy                  | Rossi          | 3:18  |
| 13. | Face the Music               | Malone         | 3:27  |

## Rezeption

### Rezensionen
Classic Rock schrieb: „Neues Material sollte nur veröffentlich werden, wenn es wirklich gut war, und genau das ist es auch. Status Quo klingen auf ihrem 33. Studioalbum (!) nicht wie eine Band, die über 50 Jahre auf dem Buckel hat, sondern wie frisch gebackene Boogie-Rock-Könige mit Spaß an der Sache. Vor allem der als erste Single ausgekoppelte Titeltrack fährt sofort in Ohr und Tanzbein, aber auch der Opener ›Waiting For A Woman‹, das rasante ›Liberty Lane‹ oder das eingängige ›I See You’re In Some Trouble‹ bringen Bewegung in den Organismus. Es geht also auch ohne Rick.“

### Charts und Chartplatzierungen
| ChartsChartplatzierungen     | Höchstplatzierung | Wochen |
| ---------------------------- | ----------------- | ------ |
| Deutschland (GfK)            | 6 (5 Wo.)         | 5      |
| Österreich (Ö3)              | 23 (2 Wo.)        | 2      |
| Schweiz (IFPI)               | 2 (9 Wo.)         | 9      |
| Vereinigtes Königreich (OCC) | 6 (4 Wo.)         | 4      |